# Goran Đorović
Goran Đorović (szerbül:Горан Ђоровић, Pristina, 1971. november 11. –) szerb válogatott labdarúgó.
A jugoszláv válogatott tagjaként részt vett az 1998-as világbajnokságon és a 2000-es Európa-bajnokságon.

## Sikerei, díjai
FK Crvena zvezda
- Jugoszláv bajnok (3): 1994–95
- Jugoszláv kupagyőztes (3): 1995, 1996, 1997

Deportivo
- Spanyol kupagyőztes (1): 2002
- Spanyol szuperkupagyőztes (1): 2002